# Analiza termiczna
Analiza termiczna, analiza cieplna – analiza polegająca na określaniu zakresu temperatur, w których w ogrzewanych lub ochładzanych materiałach zachodzą przemiany chemiczne lub fizyczne, np. przemiany fazowe w stopach lub zmiany usieciowania polimerów. Obserwowane lub rejestrowane są zmiany właściwości materiału, ogrzewanego lub studzonego w kontrolowanym tempie.
W przypadku stosowania rejestracji wyników pomiarów analizę termiczną nazywa się „analizą termograficzną” lub „termografią”
W analizie termicznej wyróżnia się metody:
- bezpośrednie, polegające na rejestracji temperatury badanego materiału (metoda prosta) lub różnicy między temperaturą badanego materiału i materiału odniesienia (analiza termiczna różnicowa, DTA)
- pośrednie, polegające na rejestracji zmian innej właściwości materiału, zależnej od temperatury.

Zasada termicznej analizy różnicowej według Robertsa–Austena

Wynik termicznej analizy różnicowej (przykład)

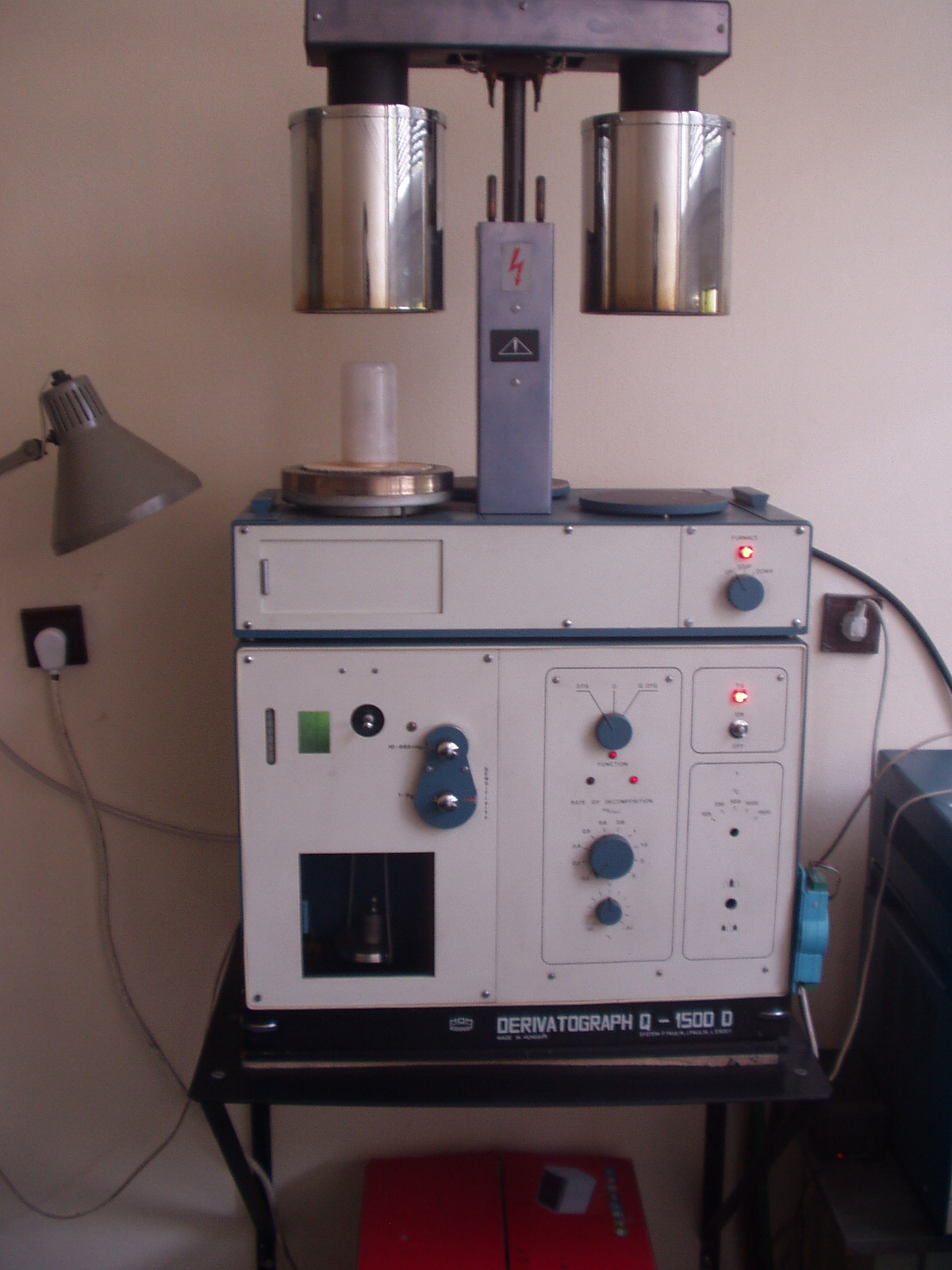
Derywatograf MOM Q-1500 D

Do najbardziej popularnych należą metody:
- derywatograficzna Osmonda – rejestruje się czas Δτ, który jest konieczny do takiego nagrzania lub ostudzenia próbki, aby temperatura zmieniła się o określoną wartość Δt; temperaturę przemiany wskazuje ostre maksimum (pik) na wykresie zmian stosunku Δτ/Δt w czasie[5]
- różnicowa Robertsa–Austena – próbka badanego materiału i próbka odniesienia (nieulegająca przemianom) są umieszczane w tym samym piecu; temperaturę mierzy się z użyciem termopary zwykłej (pomiar temperatury pieca) oraz różnicowego obwodu z dwoma termoparami, reagującego na różnicę między temperaturami obu próbek
- dylatometryczna (termodylatometria, TD) – z użyciem dylatometru rejestruje się zmiany długości próbki/próbek wraz ze zmianą temperatury, które występują w przypadku różnic między objętościami właściwymi faz uczestniczących w przemianie faz.
- elektryczna (rezystometryczna) – mierzy się oporność właściwą nagrzewanej próbki; załamanie na krzywych występuje, gdy produkt przemiany ma inną przewodność
- magnetyczna – wykorzystanie różnicy przenikalności magnetycznej faz uczestniczących w przemianie (np. austenit i ferryt poniżej 770 °C)
- termograwimetrycza (TGA) – rejestracja zmian masy próbki materiału, np. z użyciem wagi termograwimetrycznej (termowaga)
- skaningowa kalorymetria różnicowa (DSC) – rejestracja zmian różnicy strumienia cieplnego powstającego między próbką badaną i referencyjną w trakcie przemiany[6][7]

W metaloznawstwie metody analizy termicznej bezpośredniej są wykorzystywane do opracowywania wykresów fazowych, które umożliwiają właściwy dobór metod obróbki cieplnej (np. obróbka cieplna stopów żelaza). Wykresy fazowe są sporządzane na podstawie tzw. krzywych chłodzenia.